# رمیکیرن
رمیکیرن  (Remikiren) یک داروی مهارکننده رنین است که به عنوان درمان فشارخون بالا در دست بررسی می‌باشد.